# Saint-Bonnet-de-Valclérieux
Saint-Bonnet-de-Valclérieux – miejscowość i dawna gmina we Francji, w regionie Owernia-Rodan-Alpy, w departamencie Drôme. W 2013 roku populacja ówczesnej gminy wynosiła 224 mieszkańców. Nazwa miejscowości pochodzi od imienia św. Boneta. 
W dniu 1 stycznia 2019 roku z połączenia trzech ówczesnych gmin – Miribel, Montrigaud oraz Saint-Bonnet-de-Valclérieux – powstała nowa gmina Valherbasse. Siedzibą gminy została miejscowość Montrigaud. 